# Estación El Gaucho
El Gaucho es una estación ferroviaria ubicada en las afueras de la ciudad de Rosario, provincia de Santa Fe, Argentina. En 1950, se le dio el actual epónimo, en lugar de estación Hume.

## Servicios
En 2015 no prestaba servicios de pasajeros, solo de cargas y con operativos diarios. Sus vías corresponden al Ramal CC del Ferrocarril General Belgrano. Sus vías e instalaciones están a cargo de la empresa estatal Trenes Argentinos Cargas.